# Винкі
Винкі (пол. Wynki, нім. Wönicken) — село в Польщі, у гміні Лукта Острудського повіту Вармінсько-Мазурського воєводства.
Населення — 110 осіб (2011).
У 1975-1998 роках село належало до Ольштинського воєводства.

## Демографія
Демографічна структура станом на 31 березня 2011 року:
|          | Загалом | Допрацездатний вік | Працездатний вік | Постпрацездатний вік |
| -------- | ------- | ------------------ | ---------------- | -------------------- |
| Чоловіки | 59      | 11                 | 42               | 6                    |
| Жінки    | 51      | 10                 | 34               | 7                    |
| Разом    | 110     | 21                 | 76               | 13                   |